# Michael Collins (film)
 For alternative betydninger, se Michael Collins (flertydig). (Se også artikler, som begynder med Michael Collins)
Michael Collins er en historisk dramafilm fra 1996 om politikeren af samme navn og hvordan han levede som politiker i Irland, blandt andet under den irske uafhængighedskrig. Filmen er skrevet og instrueret af Neil Jordan og har Liam Neeson i titelrollen.

## Medvirkende
- Liam Neeson som Michael Collins
- Aidan Quinn som Harry Boland
- Stephen Rea som Ned Broy
- Alan Rickman som Éamon de Valera
- Julia Roberts som Kitty Kiernan
- Brendan Gleeson som Liam Tobin
- Ian Hart som Joe O'Reilly
- Charles Dance som Soames
- Owen O'Neill som Rory O'Connor
- Gerard McSorley som Cathal Brugha
- Jonathan Rhys Meyers som Collins' drabsmand